# Embrunman

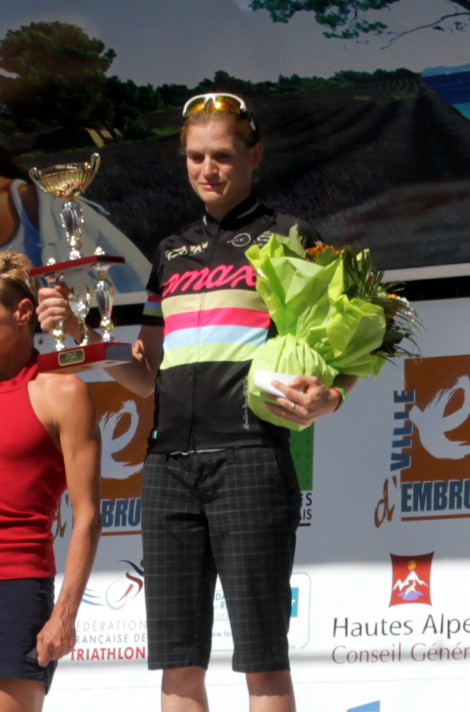
Die Irin Eimear Mullan – Siegerin beim Embrunman 2014

Der Embrunman ist ein jährlich ausgetragenes Triathlon-Rennen über die Langdistanz (3,8 km Schwimmen, 188 km Radfahren und 42,2 km Laufen) und die olympische Distanz im französischen Embrun. Weiter werden im Rahmen dieses Triathlons an mehreren Tagen u. a. auch ein Duathlon, ein Kurztriathlon und ein Kindertriathlon angeboten.

## Organisation
Dieser Triathlon fand erstmals 1984 statt. Mit dem Ironman France, der erstmals 1982 als Triathlon International de Nice ausgetragen wurde, zählt er zu den ältesten Triathlonwettkämpfen in Frankreich. Der Hauptwettkampf findet seither jährlich am 15. August, dem Feiertag Maria Himmelfahrt statt. Der Austragsort Embrun liegt im Département Hautes-Alpes in der Region Provence-Alpes-Côte d’Azur.
Während bei anderen großen Triathlonwettkämpfen seit Jahrzehnten Preisgelder paritätisch auf Männer und Frauen verteilt ausgezahlt werden, da der für einen Sieg notwendige Trainingsaufwand unabhängig vom Geschlecht ist, wurden beim Embrunman auch 2016 noch lediglich 38 % des Gesamtpreisgeldes von 122.000 EUR an die ersten Frauen ausgeschüttet. Allerdings ist auch hier bei den neueren Austragungen (2024) eine paritätische Aufteilung der Preisgelder vorgenommen worden.
Der Wettkampf wird von Gerald Iacono organisiert und gilt mit seinem bergigen Streckenverlauf als das schwierigste Rennen auf der Langdistanz weltweit. Jedes Jahr zieht der Wettkampf ein internationales Topstarterfeld an. Auch vielen Profiathleten gelingt es nicht, die 10-Stunden-Marke zu unterbieten. 2001 konnte der Spanier Félix Martinez-Rubio erstmals die 10-Stunden-Marke unterbieten und beendete das Rennen nach 9:57:37 Stunden.

1985 konnten der Deutsche Thomas Jeltsch sowie der Schweizer Alain Dallenbach zeitgleich und 1986 Dirk Aschmoneit den Sieg erzielen. 1987 konnte die Deutsche Rita Keitmann das Langdistanzrennen nach 14:15:09 Stunden für sich entscheiden.

1993 wurde hier die Europameisterschaft auf der Langdistanz ausgetragen. 1995 und 1998 siegte die Deutsche Barbara Alber auf der Langdistanz.
Der Franzose und ehemaliger Europameister Yves Cordier ist mit fünf Siegen, sowie jeweils zwei zweiten und zwei dritten Plätzen, der erfolgreichste Teilnehmer; er unterbot jedoch noch nie die 10-Stunden-Marke.
Der Spanier Marcel Zamora Pérez kann bereits auf sechs Siege sowie einen dritten Platz zurückblicken und erzielte 2010 seine Bestzeit mit 9:38:49 Stunden.

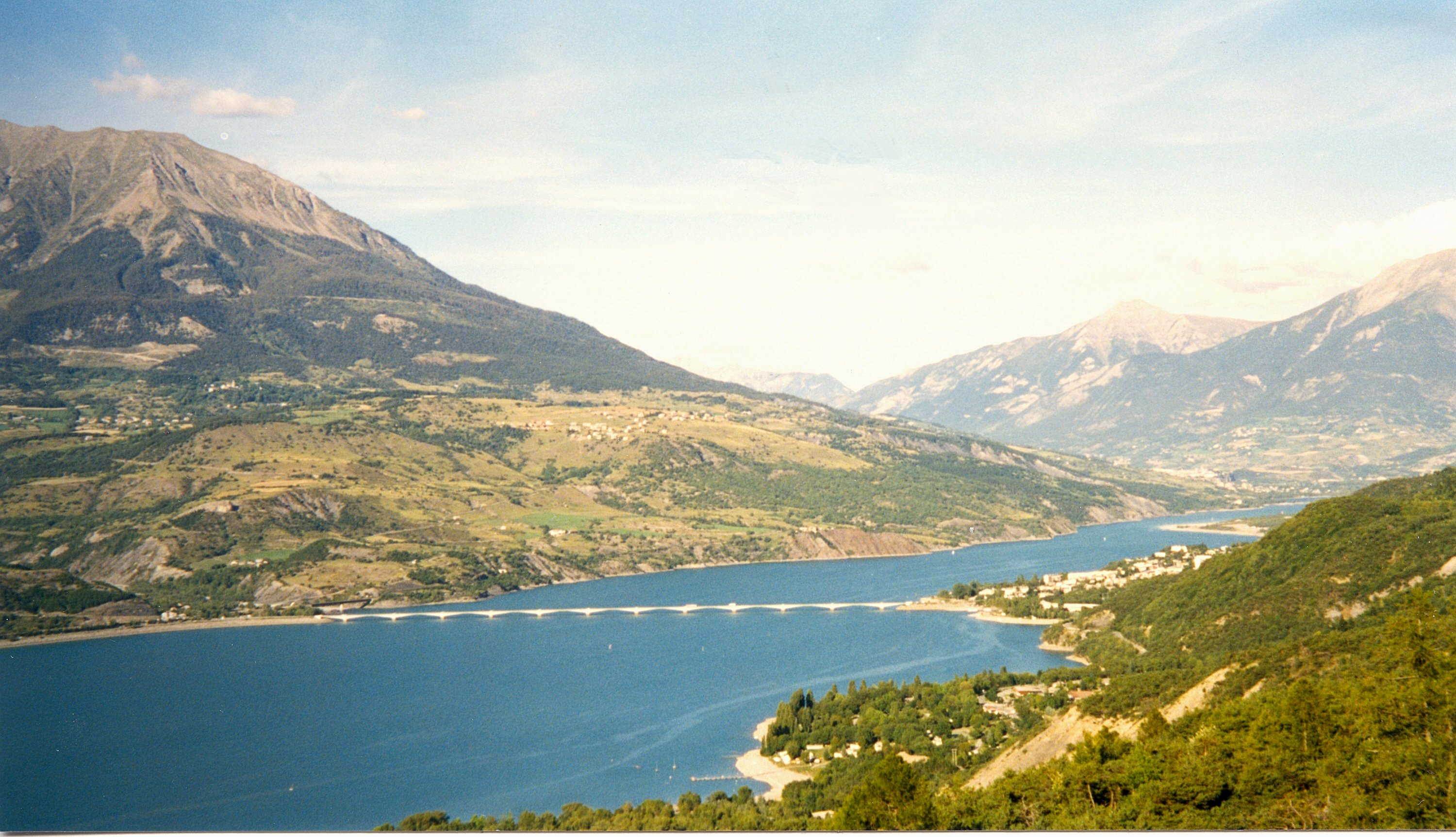
Blick auf eine Brücke über den Lac de Serre-Ponçon, Teil der Radstrecke
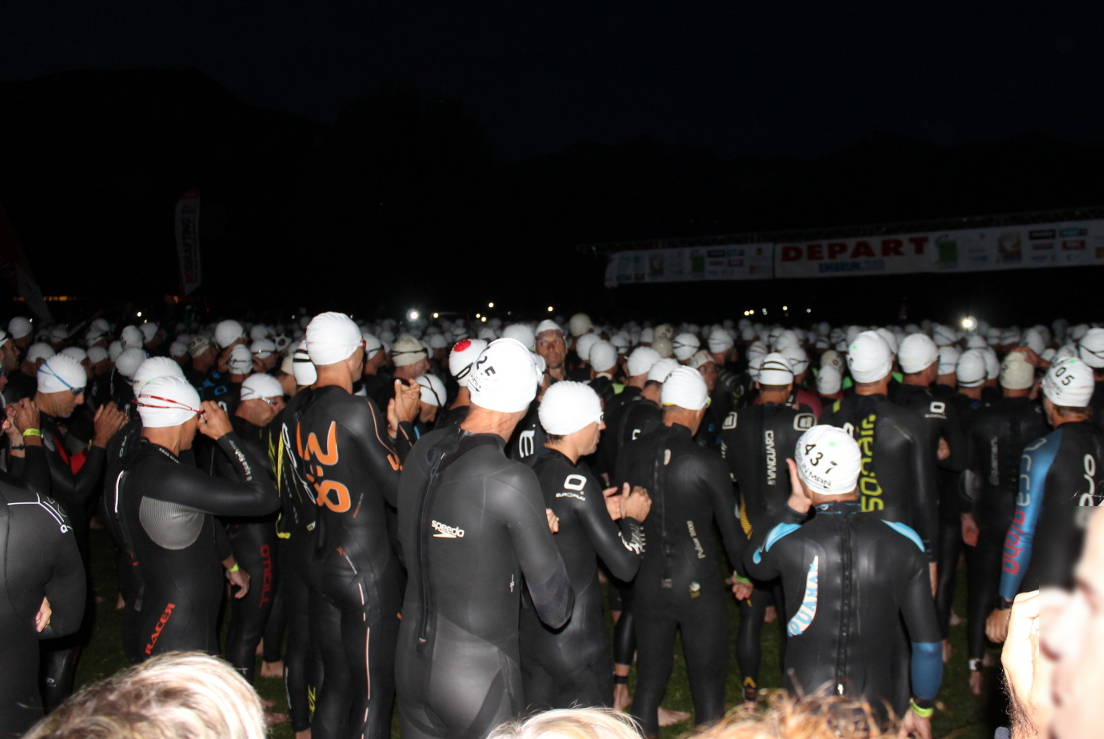
Schwimmstart beim Embrunman 2014
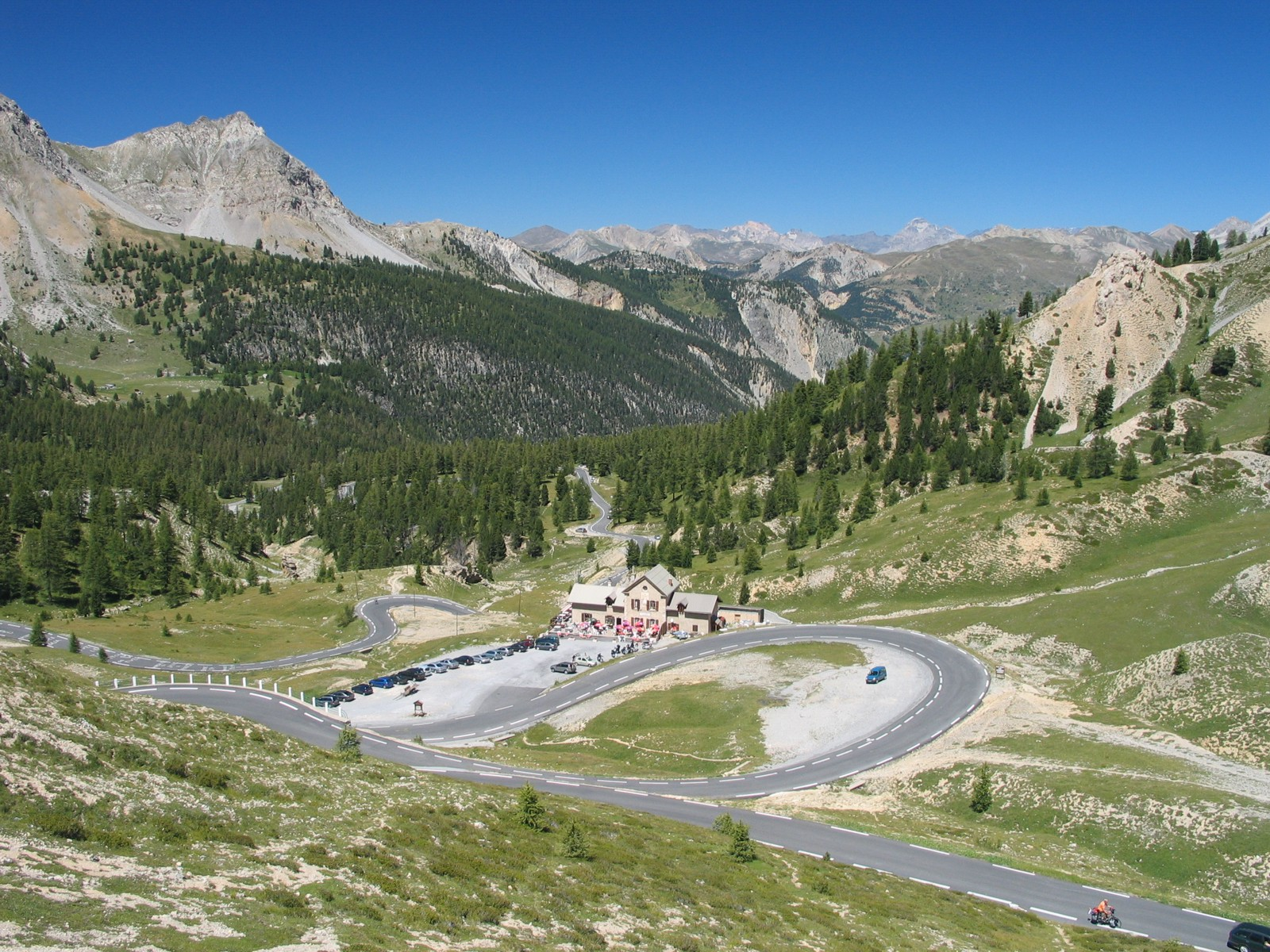
Blick vom Pass des Col d’Izoard nach Norden
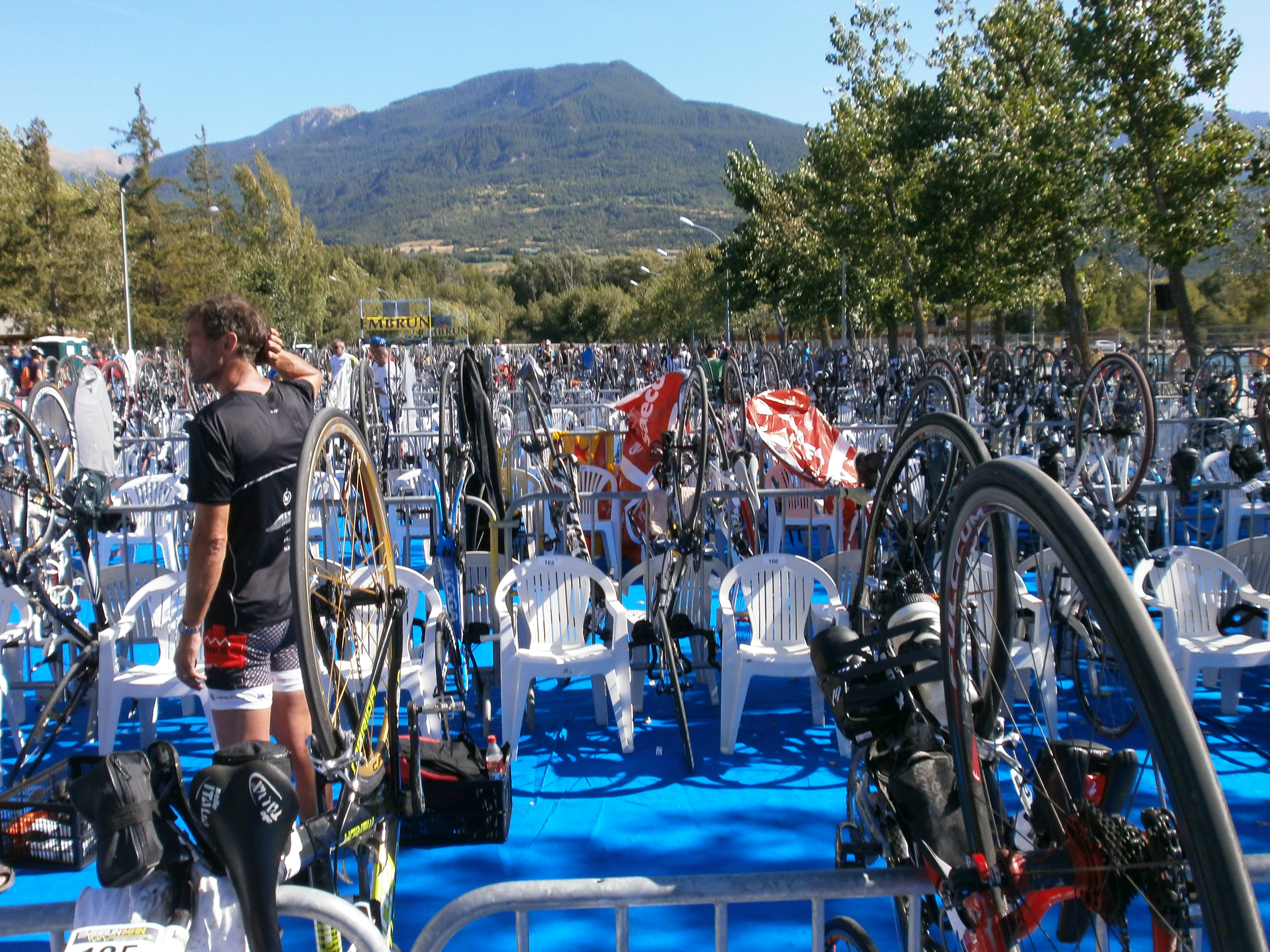
Wechselzone beim Embrunman 2012

## Streckenverlauf
- Die Schwimmdistanz verläuft über zwei Runden in einem durch einen Damm abgetrennten Bereich am Ende des Stausees Lac de Serre-Ponçon, des größten Stausees der Alpen in den französischen Alpes-Maritimes, an dessen nordöstlichem Ufer die Kleinstadt Embrun liegt. Gestartet wird morgens um 6:00 Uhr, und im Dunkeln ist die Strecke auf dem See mit Leuchtbojen markiert.

- Auf der Raddistanz sind rund 5000 hm[3] zu überwinden, und als höchster Punkt wird dabei der Col d’Izoard (2360 m) erreicht.
- Die Marathonstrecke verläuft entlang des Sees, dann durch das etwas höher gelegene Embrun und ist zweimal zu absolvieren. Die Strecke weist knapp 500 hm auf.

Der Streckenrekord wird seit 2023 von dem Franzosen Arthur Horseau mit 9:14:09 Stunden bei den Männern gehalten. Der Streckenrekord aus dem Jahr 2025 wird mit 10:28:19 Stunden von Alanis Siffert bei den Frauen gehalten.

## Entwicklung der Distanzen
Bei der Erstauflage 1984 wurde die Strecke mit den Distanzen 750 Meter Schwimmen, 30 km Radfahren und 10 km Laufen ausgewiesen. Im Folgejahr wurde sie dann von der Länge verdoppelt.
1986 wurde die Strecke dann auf die Längen 4 km Schwimmen, 131 km Radfahren und den Marathonlauf erweitert. In den Jahren 1987 und 1988 wurde die Schwimmstrecke auf 5 km verlängert.

Seit 1989 wird der Wettkampf in der bis jetzt gültigen Länge 3,8 km Schwimmen, 188 km Radfahren und 42,194 km Laufen angeboten.
Seit 1993 gehört auch der Col d’Izoard, eine Bergwertung der höchsten Kategorie in der Tour de France, zur Radstrecke.

## Siegerliste

### Langdistanz
| N ° | Datum/Jahr    | Männer                          | Männer                    | Männer                    | Frauen                 | Frauen                | Frauen                |
| N ° | Datum/Jahr    | Erster Platz                    | Zweiter Platz             | Dritter Platz             | Erster Platz           | Zweiter Platz         | Dritter Platz         |
| --- | ------------- | ------------------------------- | ------------------------- | ------------------------- | ---------------------- | --------------------- | --------------------- |
| 41  | 15. Aug. 2025 | Louis Richard                   | Thomas Steger (Triathlet) | Jordi Montraveta          | Alanis Siffert         | Nina Derron           | Merle Brunee          |
| 40  | 15. Aug. 2024 | Louis Richard                   | Clement Grandy            | Simon Viain               | Emma Bilham            | Nina Derron           | Nikita Paskiewiez     |
| 39  | 15. Aug. 2023 | Arthur Horseau (SR)             | Niek Heldoorn             | Andrej Vištica            | Jeanne Collonge -3-    | Emma Bilham           | Julie Iemmolo         |
| 38  | 15. Aug. 2022 | Niek Heldoorn                   | Kennett Peterson          | Andrej Vištica            | Bárbara Riveros Díaz   | Justine Mathieux      | Jeanne Collonge       |
| 37  | 15. Aug. 2021 | Léon Chevalier                  | Etienne Diemunsch         | Andrej Vištica            | Carrie Lester -3-      | Marion Sicot          | Gabriella Zelinka     |
| 36  | 15. Aug. 2019 | William Mennesson               | Andrej Vištica            | Victor Del Corral Morales | Judith Corachán        | Tine Deckers          | Alexandra Tondeur     |
| 35  | 18. Aug. 2018 | Diego Van Looy                  | Jaroslav Kovačič          | Gwenael Ouilleres         | Carrie Lester -2-      | Charlotte Morel       | Judith Corachán       |
| 34  | 15. Aug. 2017 | Marcel Zamora Pérez -6-         | Andrej Vištica            | Jaroslav Kovačič          | Tine Deckers           | Carrie Lester         | Charlotte Morel       |
| 33  | 15. Aug. 2016 | James Cunnama                   | Andrej Vištica            | Gustavo Rodríguez         | Carrie Lester (SR)     | Charlotte Morel       | Camille Deligny       |
| 32  | 15. Aug. 2015 | Andrej Vištica                  | Victor Del Corral Morales | James Cunnama             | Emma Pooley            | Jeanne Collonge       | Linda Guinoiseau      |
| 31  | 16. Aug. 2014 | Marcel Zamora Pérez -5-         | Todd Skipworth            | Hervé Faure               | Eimear Mullan          | Isabelle Ferrer       | Esther Hernandez      |
| 30  | 15. Aug. 2013 | Marcel Zamora Pérez -4-         | Hervé Faure               | James Cunnama             | Jeanne Collonge -2-    | Céline Schärer        | Eimear Mullan         |
| 29  | 15. Aug. 2012 | Marcel Zamora Pérez -3-         | Victor Del Corral Morales | David Dellow              | Jeanne Collonge        | Isabelle Ferrer       | Erika Csomor          |
| 28  | 2011          | Hervé Faure -3-                 | Julien Loy                | Victor Del Corral Morales | Erika Csomor           | Isabelle Ferrer       | Alexandra Louison     |
| 27  | 2010          | Marcel Zamora Pérez -2-         | James Cunnama             | Victor Del Corral Morales | Tereza Macel           | Isabelle Ferrer       | Alexandra Louison     |
| 26  | 2009          | Marcel Zamora Pérez             | Hervé Faure               | James Cunnama             | Bella Bayliss -3-      | Erika Csomor          | Alexandra Louison     |
| 25  | 2008          | Xavier Le Floch                 | Stephen Bayliss           | Marcel Zamora Perez       | Bella Comerford -2-    | Audrey Cleau          | Aline Choretier       |
| 24  | 2007          | Hervé Faure -2-                 | Patrick Bringer           | Sebastian Berlier         | Audrey Cleau           | Alexandra Louison     | Estelle Leroi         |
| 23  | 2006          | Hervé Faure                     | Reinaldo Colucci          | François Chabaud          | Estelle Leroi -2-      | Bella Comerford       | Cecile Clastrier      |
| 22  | 2005          | Nicolas Lebrun                  | Gilles Reboul             | Patrick Bringer           | Estelle Leroi          | Helene Pietrenko      | Rossana Monese-Lave   |
| 21  | 2004          | Javier Martinez-Rubio           | François Chabaud          | Thierry Claes             | Estelle Patou          | Ilonka Van der Meer   | Réjane Deprost        |
| 20  | 2003          | Cyrille Neveu                   | Félix Martinez-Rubio      | Patrick Bringer           | Catherine Houseaux -2- | Estelle Patou         | Ilonka Van der Meer   |
| 19  | 2002          | Félix Martinez-Rubio -2-        | Gilles Reboul             | Yves Cordier              | Bella Comerford        | Catherine Houseaux    | Edith Gerards         |
| 18  | 2001          | Félix Martinez-Rubio            | Yves Cordier              | Fabrice Biteaud           | Isabelle Mouthon       | Béatrice Mouthon      | Catherine Houseaux    |
| 17  | 2000          | François Chabaud                | Yves Cordier              | Gilles Reboul             | Bianca Van Dijk        | Claire Parinet        | Catherine Houseaux    |
| 16  | 1999          | Yves Cordier -5-                | Fabrice Biteaud           | Eric Pinna                | Pascale Lafosse        | Veronique Matur       | Sylvaine Simon        |
| 15  | 1998          | Yves Cordier -4-                | Floris Jan Koole          | Danilo Palmucci           | Barbara Alber -2-      | Emanuelle Cocusse     | Emanuelle Grisius     |
| 14  | 1997          | Philippe Lie -3-                | Floris Jan Koole          | Ch. van den Ven           | Catherine Houseaux     | Veronique Matur       | Anne Sauvanet         |
| 13  | 1996          | Floris Jan Koole                | Fenger Morten             | Philippe Lie              | Gayle Watson -2-       | Barbara Alber         | Veronique Matur       |
| 12  | 1995          | Philippe Lie -2-                | Floris Jan Koole          | Philippe Devisher         | Barbara Alber          | Dina Bilbao           | Valerie Sinko         |
| 11  | 1994          | Yves Cordier -3-                | Gregor Ziglizinski        | Znedec Zmeskal            | Gayle Watson           | Emanuelle Grisius     | Olivia Tschanz        |
| 10  | 1993          | Philippe Lie                    | Rob Barel                 | Mark Koks                 | Anne-Marie Rouchon     | Elisabeth Poncelet    | Katinka Wiltenburg    |
| 09  | 1992          | Pim Van Den Bos                 | Serge Riviere             | John Knight               | Tracey Elingham        | Gayle Watson          | Dominique Damiani     |
| 08  | 1991          | Scott Molina                    | Pim van den Bos           | Jean-Christoph Roche      | Dominique Damiani -2-  | Marion van Bouven     | Joke Keuning          |
| 07  | 1990          | Klockl Gabor -2-                | Mac Martin                | Gérard Honnorat           | Dominique Damiani      | Sylvie Dupuy          | M. Paule Grab         |
| 06  | 1989          | Klockl Gabor                    | Jos Everts                | Rick Hellard              | Marion van Bouven      | Kenny Joke            | Florence Leduc        |
| 05  | 1988          | Yves Cordier -2-                | Jean-Luc Capogna          | Danilo Palmucci           | Chantal Malherbe       | ---                   | ---                   |
| 04  | 1987          | Yves Cordier                    | Henri Kiens               | Jean-Gabriel Cordier      | Rita Keitmann          | ---                   | ---                   |
| 03  | 1986          | Dirk Aschmoneit                 | Grégoire Millet           | Yves Cordier              | Nadia Cedolin          | Pascale Lafosse       | ---                   |
| 02  | 1985          | Alain Dallenbach Thomas Jeltsch | ---                       | Kareel Blondel            | Odile Lagarde          | Iris Weiss            | Nadia Cedolin         |
| 01  | 1984          | Gérard Honnorat                 | Andre Durando             | Jean-Pierre Defaudes      | (keine Frau am Start)  | (keine Frau am Start) | (keine Frau am Start) |

| ETU-Europameisterschaft Langdistanz |

### Kurzdistanz
1,5 km Schwimmen, 43,5 km Radfahren und 10 km Laufen
(Olympische Distanz; Embrun World Cup)
| Datum/Jahr    | Männer             | Männer         | Männer           | Frauen               | Frauen           | Frauen            |
| Datum/Jahr    | Erster Platz       | Zweiter Platz  | Dritter Platz    | Erster Platz         | Zweiter Platz    | Dritter Platz     |
| ------------- | ------------------ | -------------- | ---------------- | -------------------- | ---------------- | ----------------- |
| 15. Aug. 2018 | Mathis Margirier   | Tom Lecomte    | Arthur Forissier | Mathilde Gautier -2- | Léa Coninx       | Marion Gay Pageon |
| 15. Aug. 2017 | Arthur Forissier   | Tony Baheux    | Pim Venderbosch  | Mathilde Gautier     | Helene Colle     | Marion Gay Pageon |
| 15. Aug. 2016 | Nathan Guerbeur    | Tom Lecomte    | Nicolas Renault  | Julie Arnaud         | Morgane Riou     | Catherine Jameson |
| 2014          | Aurelien Lescure   | Cyril Viennot  | Raoul Shaw       | Camille Donat        | Juliette Coudrey | Alexandra Louison |
| 15. Aug. 2010 | Nikolay Yaroshenko | Cyril Viennot  | Jordan Rouyer    | Christel Robin       | Juliette Coudrey | Renate Forstner   |
| 2008          | Franky Batelier    | Francesc Godoy | Sylvain Dodet    | Charlotte Morel      | Jeanne Collonge  | Julie Gigault     |
| 14. Aug. 1993 | Stephen Foster     | Ben Bright     | Yves Cordier     | Jenny Rose           | Hannele Steyn    | Sophie Delemer    |
| 15. Aug. 1992 | Simon Lessing      | Stephen Foster | Scott Molina     | Suzanne Nielsen      | Carolyn Hubbard  | Alison Hamilton   |
| 15. Aug. 1991 | Mark Allen         |                |                  | Melissa Mantak       |                  |                   |

### Grand Prix F.F.TRI
| N ° | Datum/Jahr    | Männer            | Männer                      | Männer          | Frauen               | Frauen        | Frauen        |
| N ° | Datum/Jahr    | Erster Platz      | Zweiter Platz               | Dritter Platz   | Erster Platz         | Zweiter Platz | Dritter Platz |
| --- | ------------- | ----------------- | --------------------------- | --------------- | -------------------- | ------------- | ------------- |
| 1   | 10. Aug. 2014 | Jonathan Brownlee | Francisco Javier Gómez Noya | Anthony Pujades | Bárbara Riveros Díaz | Aileen Reid   | Nicky Samuels |